# Maigret dirige l'enquête
Pour plus de détails, voir Fiche technique et Distribution.
Maigret dirige l'enquête est un film français réalisé par Stany Cordier, sorti en 1956.

## Fiche technique
- Titre : Maigret dirige l'enquête
- Réalisation : Stany Cordier
- Scénario : d'après le roman de Georges Simenon :  Cécile est morte
- Photographie : Raymond Clunie
- Décors : Robert Dumesnil
- Musique : Joseph Kosma
- Montage : Jacques Poitrenaud
- Société de production : Société Nouvelle Pathé-Cinéma
- Pays de production :  France
- Durée : 95 minutes
- Date de sortie : 
  - France : 25 janvier 1956
- Affiche : Jean Mascii (France)

## Distribution
- Maurice Manson : Commissaire Maigret
- Svetlana Pitoeff
- Michel André
- Peter Walker
- Franck MacDonald
- Ben Omanoff
- Joseph Welner